# Frances H. Flaherty
Frances Hubbard Flaherty (* 5. Dezember 1883 in den USA als Frances Johnson Hubbard; † 22. Juni 1972) war eine US-amerikanische Dokumentarfilmerin und Schriftstellerin, die zusammen mit ihrem Ehemann Robert J. Flaherty sowohl für den Oscar für die beste Originalgeschichte als auch für den von der Writers Guild of America vergebenen Robert Meltzer Award für das Drehbuch mit dem besten Umgang mit US-amerikanischen Problemen nominiert war.

## Leben

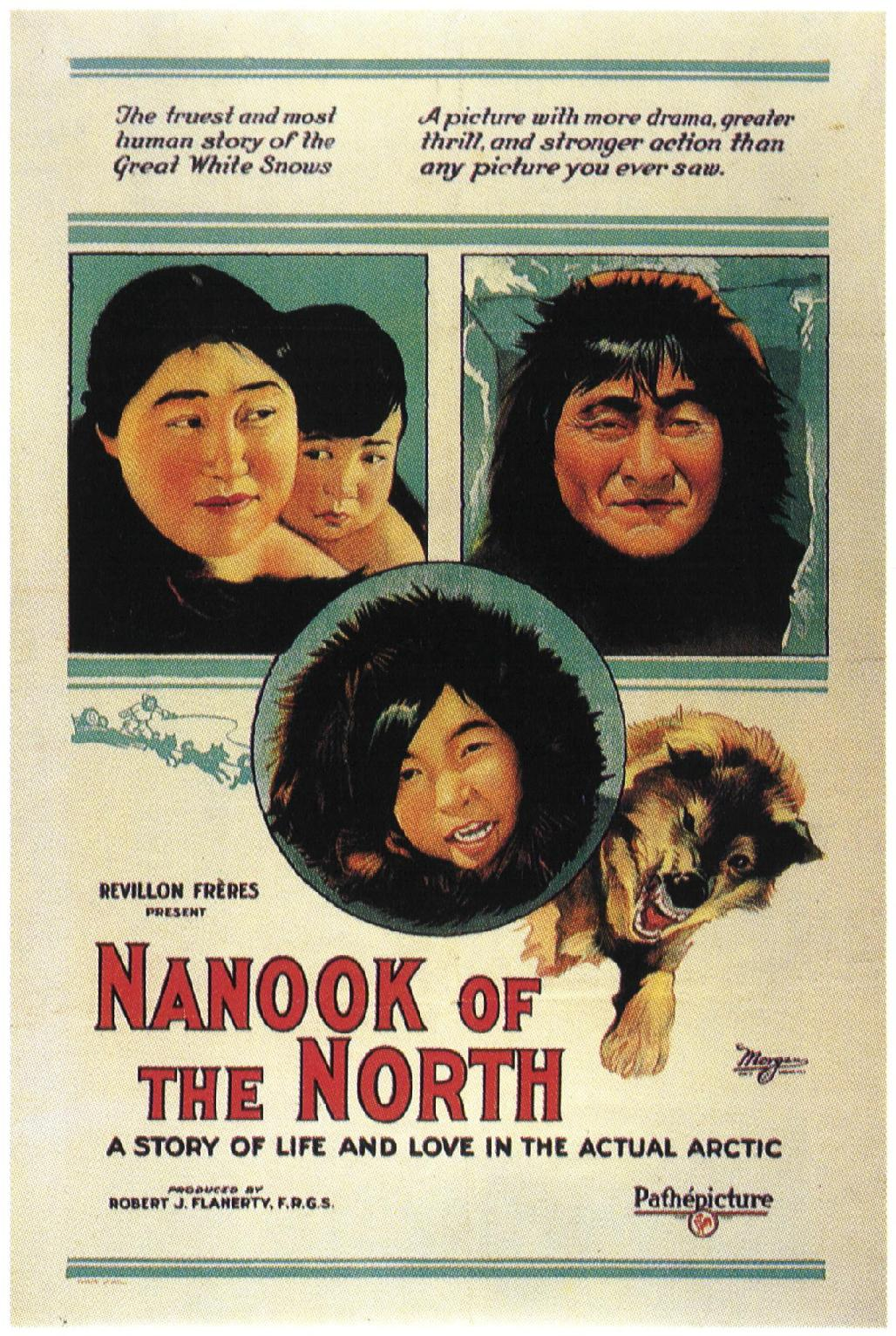
Filmplakat von Nanuk, der Eskimo (1922).

Frances Hubbard heiratete 1914 den Dokumentarfilmer Robert J. Flaherty und lebte mit diesem bis zu dessen Tod 1951 zusammen. In den folgenden Jahren arbeitete sie bei den Filmprojekten ihres Mannes mit und war zunächst Drehbuchautorin bei Nanuk, der Eskimo (Nanook of the North, 1922), der als einer der bedeutendsten Dokumentarfilme der Stummfilmära und als der erste Dokumentarfilm in Spielfilmlänge gilt sowie im Jahr 1989 in das National Film Registry aufgenommen worden ist.
Nachdem sie 1934 im Stab bei Die Männer von Aran (Man of Aran) mitgearbeitet hatte, war sie bei dem 1942 entstandenen Film The Land sowohl als Drehbuchautorin als auch als Regieassistentin tätig. Zu dem 1937 auf der Erzählung Toomai von den Elefanten aus dem Dschungelbuch von Rudyard Kipling beruhenden und von ihrem Ehemann sowie Zoltan Korda inszenierten Abenteuerfilm Elefanten-Boy (Elephant Boy) mit Sabu veröffentlichte sie 1937 das Buch Sabu, the elephant boy.
1948 schrieb sie mit ihrem Ehemann das Drehbuch zu dem Filmdrama Louisiana-Legende (Louisiana Story) mit Joseph Boudreaux, Lionel Le Blanc und E. Bienvenu in den Hauptrollen. Für diesen unter der Regie Robert J. Flahertys entstandenen Film waren die Eheleute sowohl für den Oscar für die beste Originalgeschichte nominiert als auch für den von der Writers Guild of America (WGA) vergebenen Robert Meltzer Award für das Drehbuch mit dem besten Umgang mit US-amerikanischen Problemen. Dieser mit anderen Filmpreisen ausgezeichnete Film wurde 1994 ebenfalls in das National Film Registry aufgenommen.
1960 erschien die von ihr verfasste Biografie ihres Ehemannes unter dem Titel The odyssey of a film-maker: Robert Flaherty’s story. 1971 spielte sie in dem von Peter Werner inszenierten Dokumentarfilm Hidden and Seeking mit.

## Veröffentlichungen
- mit Ursula Leacock: Sabu, the elephant boy. Dent, London 1937 (In deutscher Sprache: Der Elefanten-Boy. Schneider, Berlin 1938; mehrere Auflagen).
- Elephant Dance. Faber and Faber, London 1937.
- The odyssey of a film-maker. Robert Flaherty's Story. Beta Phi Mu, Urbana IL 1960.

## Filmografie
- 1922: Nanuk, der Eskimo (Nanook of the North)
- 1934: Die Männer von Aran (Man of Aran)
- 1942: The Land
- 1948: Louisiana-Legende (Louisiana Story)
- 1971: Hidden and Seeking

## Hintergrundliteratur
- Robert J. Christopher (Hrsg.): Robert and Frances Flaherty. A Documentary Life, 1883–1922 (= McGill-Queen's Native and Northern Series. Bd. 45). McGill-Queen's University Press, Montreal u. a. 2005, ISBN 0-7735-2876-8.